# Gonatodes eladioi
Gonatodes eladioi é uma espécie de répteis, que foi descrito pela primeira vez por Do Nascimento, Ávila-pires e Da Cunha, em 1987. Gonatodes eladioi pertence à ordem Squamata, e à família Sphaerodactylidae. São encontrados no Brasil.